# Druh (teorie typů)
Druh je v teorii typů "typ typu". Druh konkrétních typů (např. čísla nebo řetězce) je {\displaystyle *}, druh generických typů (např. seznamu List⟨_⟩) je {\displaystyle *\rightarrow *} a druh monád je {\displaystyle (*\rightarrow *)\rightarrow *}. V případě monád jde o druh vyššího řádu.
Konkrétní typy (druhu {\displaystyle *}) tvoří kategorii, ve které morfismy jsou funkce. Typem druhu {\displaystyle *\rightarrow *} je v C++ například
```
template
<
typename
 
T
>
 
class
 
A
;

```

Typem druhu {\displaystyle *\rightarrow *\rightarrow *} je například
```
template
<
typename
 
T
,
 
typename
 
U
>
 
class
 
A
;

```

Typem vyššího druhu {\displaystyle (*\rightarrow *)\rightarrow *} je kupříkladu:
```
template
<
template
<
typename
>
 
class
 
T
>
 
class
 
A
;

```

Ve většině běžných imperativních jazyků (Java, Swift, Go…) není možné typy vyšších druhů používat kvůli chybějící podpoře v překladači a runtimu.
V dynamicky typovaných jazycích (Python, Objective-C apod.) je implementace bezproblémová, ovšem bez typové kontroly během překladu.

## Kombinátor pevného bodu
Příkladem funkce s typem vyššího druhu je kombinátor pevného bodu,
jehož druh je {\displaystyle ((*\rightarrow *)\rightarrow *\rightarrow *)\rightarrow *\rightarrow *}.
V Haskellu se definuje takto:
```
fix
 
f
 
=
 
let
 
x
 
=
 
f
 
x
 
in
 
x

```

neboli
```
fix
 
f
 
=
 
f
 
(
fix
 
f
)

```